# 中国文物报
《中国文物报》是中华人民共和国国家文物局机关报，也是文博考古全行业综合型专业报纸。

## 历史
1985年8月16日，《文物报》在河南省郑州市创刊，它由河南省文物管理委员会、河南省文化厅主办，是当时中国大陆唯一的一份关于文博的报纸。几年后，《文物报》由于经费等问题准备停刊。文物学家谢辰生找到时任国家文物委员会主任委员廖井丹，希望能够接收《文物报》。廖井丹欣然同意。1987年10月1日，经国家文物事业管理局批准，《文物报》更名为《中国文物报》正式创刊。同时改为由国家文物委员会主办，国家文物事业管理局（1988年6月改为国家文物局）代管。编辑部保留原班人马。廖井丹为《中国文物报》题写报头。
1989年3月，国家文物局决定将《中国文物报》改为局机关报，将编辑部迁至北京市，重新组建中国文物报社。1990年1月1日，新的《中国文物报》在北京首次出版发行。2003年12月，实行管办分离，党政部门退出报纸经营活动。